# Choristoneura hebenstreitella
Choristoneura hebenstreitella es una especie de polilla del género Choristoneura, tribu Archipini, subfamilia Tortricinae. Fue descrita científicamente por Muller en 1764.

## Distribución
Se distribuye por Europa: Alemania y Francia.